# Vodárna Kostelíček
Rozhledna Kostelíček (jinak též Rozhledna Vodárna Kostelíček, Rozhledna na Kostelíčku, Rozhledna U Kostelíčku, Rozhledna na Strážné hoře, Vodojem Žákova zahrada) je rozhledna v Třebíči, která vznikla úpravou a drobnou přestavbou vodojemu na Strážné hoře. Stojí v nadmořské výšce 480 m n. m. a vyhlídková plošina je umístěna v 25 metrech. Rozhledna byla otevřena 3. září 2015. Součástí vodojemu je expozice o třebíčském vodárenství od středověku po současnost.

## Historie
Vodárenská věž byla postavena z důvodů, že po první světové válce byl v Třebíči nedostatek pitné vody pro narůstající počet obyvatel, v roce 1935 se začal stavět nový vodovod z Heraltic, tak se také rozhodlo o stavbě vodojemu na Strážné hoře, ten se začal stavět v roce 1936, stavba pak byla dokončena v roce 1938, vodojem byl spuštěn v roce 1941. Náklady tehdy byly cca 15 milionů Kč. Vodojem fungoval do konce 70. let 20. století, kdy již nedostačoval kapacitně. V roce 1966 byla Třebíč napojena na nádrž Mostiště a v roce 1982 na nádrž Vranov. Od roku 1980 slouží pro jímání vody pouze spodní nádrž. Vrchní se od té doby nepoužívá.
V roce 2010 vznik záměr Vodárenské akciové společnosti, že by věž mohla být upravena na rozhlednu s expozicí vodárenství. K přestavbě došlo mezi říjnem 2015 a srpnem 2015, kdy náklady byly cca 3,2 milionu Kč. Rozhledna pak byla otevřena 3. září 2015. V roce 2016 získala Vodárenská akciová společnost třetí místo v Ceně hejtmana Vysočiny za společenskou odpovědnost. Součástí expozice je projekční sál v původní nádrži, v expozici je také původní dřevěné potrubí.

## Výhled
Z rozhledny je vidět kapli svatého Jana Nepomuckého od Jana Fulíka, která byla postavena v roce 1645, případně také kalvárii s třemi kříži, nedaleko také stojí rozestavěná budova třebíčské hvězdárny. Součástí výhledu je i rozhled na město Třebíč. Z rozhledy je vidět také Pekelný kopec s rozhlednou a Českomoravská vrchovina, vidět mají být i Heraltice nebo kostel svatého Gotharda a Nanebevzetí Panny Marie v Budišově.